# مارميرولو
مارميرولو (Marmirolo) بلدة إيطالية بمقاطعة مانتوفا في إقليم لومبارديا يقطنها 7576 ساكن. تبعد مسافة 130 كم شرقاً عن ميلانو ، و 7 كم شمال غرب مدينة مانتوفا ، يخترق أراضيها نهر مينشو .

## السكان
في سنة 1871 بلغ عدد السكان 3٬783 نسمة، وتطور العدد ليصل في سنة 2011 لـ 7٬759 نسمة.
يظهر هذا المخطط البياني تطور النمو السكاني لـ مارميرولو

## توأمة
لمارميرولو اتفاقيات توأمة مع:
- ماسا لومباردا

## أعلام
- لورنزو بوسيسيو